# Chrysophyllum durifructum
Chrysophyllum durifructum – gatunek drzew należących do rodziny sączyńcowatych. Występuje na terenie Brazylii.